# Linan megalobus
Linan megalobus (лат.) — вид мелких коротконадкрылых жуков из подсемейства ощупники (Tyrini, Pselaphinae, Staphylinidae).

## Распространение
Встречается в Китае (Гуйчжоу, Хубэй).

## Описание
Мелкие красноватые или коричневатые коротконадкрылые жуки-ощупники. Длина тела 2,44—2,54 мм. Булава усиков трехсегментная, антенномеры IX-X сильно изменены у самца. Метавентральные отростки длинные. Ноги без шипа; передние голени у самца расширены мезально на вершине, у самки нормальные. От близких видов отличается следующими признаками: вертлуги передних и средних ног простые; передняя голень с удлиненным, округлым выступом на вершине; эдеагус с длинными, апикально сильно расширенными парамерами. Антенномер IX прямой или слегка расширенный по боковому краю. Базолатеральные края пронотума и надкрыльев лишены густых волосков.

## Систематика и этимология
Вид был впервые описан в 2011 году китайскими энтомологами (Zi-Wei Yin, Li-Zhen Li, Mei-Jun Zhao). Linan megalobus был первоначально описан из заповедника Куанкуошуй (宽阔水自然保护区) в Гуйчжоу и отнесен к группе L. cardialis. Популяция из Хубэя мало отличается по внешней морфологии от популяции из типового местонахождения, но обладает заметно более широкими парамерами эдеагуса. Новая находка из провинции Хубэй расширяет ареал этого вида примерно на 280 км к юго-западу. Видовое название Linan megalobus относится к крупным парамерам эдеагуса (mega = очень большой, lobus = лопасть).